# パーカー (YouTuber)
パーカー（1999年〈平成11年〉2月10日 - ）は、日本の男性YouTuber。本名非公表。室蘭工業大学理工学部在学中。

## 来歴
1999年、京都府京都市生まれ。
京都府にある高校を卒業し、神戸大学海事科学部に入学。マリンエンジニアリング学科で船のエンジンなどについて学ぶ。 
以前から興味のあったコンピューターサイエンスについて落合陽一の研究室で学ぶため筑波大学の編入試験を受けたが、不合格になり大学を1年間休学した。 
休学中の2019年6月にYouTubeチャンネルを開設、7月より動画投稿を開始した。10月14日に登録者数が1,000人を記録したのち、12月10日に登録者数が10万人以上となった。
2020年6月17日に自身初の著書であるエッセイ本『ひとりの時間が僕を救う』が発売された。
堀江貴文のロケットの動画を見たことから航空宇宙工学に興味を持ち、2021年、室蘭工業大学の編入試験を受験し合格。2022年4月、同大学理工学部創造工学科航空宇宙工学コース3年次に編入学。

## 人物
高校時代はバレーボール部に所属していた。パーカーは大学生になってから愛用している。家族には姉がいる。座右の銘は林修の「友達は少ない方がいい」で、これを選んだ理由は自分を肯定されているみたいで有り難かったため。

### 嗜好
好きな食べ物は鰻とパンケーキ、好きな飲み物は水。好きな女優は綾瀬はるかで、好きなアーティストはLittle Glee Monster。

### YouTube
人見知りでコミュ障な性格から「ぼっち系YouTuber」を自称する。憧れのYouTuberは主に鉄道解説、旅行等の動画を投稿しているスーツで、名前をパーカーにしたのもスーツにあやかったものである。
YouTubeを始めたきっかけは大学を休学中、時間を埋めるためバイトにいそしんでいるときに普通の日常を発信する投稿者を見つけ、「できるかも」と背中を押されたため。 
YouTubeチャンネルでは、大学での孤独な生活や慎ましく暮らす一人暮らしの日常動画、ひとり飯や一人旅を楽しんでいる様子などを投稿している。また、2020年7月からは高校時代の友達とルームシェアを始め、以降の動画では2人で登場することもある。動画の編集について「当初よりルーティン系の動画は見てもらいやすいと思っていたけど、割とテンポを意識している。大体5分前後でサクサク見ることが出来る感じでやっている。」と語っている。

## 出演

### テレビ
- NHKニュースおはよう関西（2020年12月4日、NHK総合）[13][14]
- NHK関西ツッコミ報道（2021年3月23日、NHK総合）[15]

## 書籍
- ひとりの時間が僕を救う（2020年6月17日発売、KADOKAWA）ISBN 978-4040646718